# Lucia Bensasson
Pour les articles homonymes, voir Bensasson.
Lucia Bensasson est une actrice française, née à Tunis, active depuis les années 1960.

## Biographie
Membre de la troupe du Théâtre du Soleil d'Ariane Mnouchkine de 1968 à 1983, Lucia Bensasson a joué à Paris, en province et à l'étranger sous la direction entre autres de Bernard Sobel, Michelle Marquais, Bruno Boëglin, Jean-Louis Thamin, Declan Donnellan, Jean-François Dusigne. En 1989, elle a fondé avec Claire Duhamel, ARTA, Association de recherche des traditions de l'acteur, avec les cinq théâtres de la Cartoucherie sous l'impulsion d'Ariane Mnouchkine.

## Filmographie

### Cinéma
- 1973 : George qui ? de Michèle Rosier
- 1974 : 1789 d'Ariane Mnouchkine
- 1974 : Sweet Movie de Dušan Makavejev
- 1976 : Mon cœur est rouge de Michèle Rosier
- 1977 : Pour Clémence de Charles Belmont
- 1978 : Molière d’Ariane Mnouchkine
- 1979 : La Fille de Prague avec un sac très lourd de Danièle Jaeggi
- 1980 : Mephisto de Bernard Sobel
- 1985 : Louise... l'insoumise de Charlotte Silvera
- 2007 : Le Dernier Gang d'Ariel Zeitoun
- 2007 : Comme ton père de Marco Carmel
- 2010 : La Fête des voisins de David Haddad
- 2011 : Isaac fils de David Azoulay
- 2018 : Mort aux codes de Léopold Legrand (court-métrage) : voix dame interphone

### Télévision
- 1984 : Messieurs les jurés : l'affaire Montagnac d'André Michel
- 1986 : News de Rainer Erler (de)
- 2001 : Commissariat Bastille, épisodes 1 à 7, de Jacques Malaterre, Gilles Béhat, Jean-Marc Seban

## Théâtre
- 1968 : Le Songe d'une nuit d'été de Shakespeare, mise en scène d’Ariane Mnouchkine, Cirque Médrano et Maison de la Culture de Grenoble
- 1968 : La Cuisine d'Arnold Wesker, mise en scène d’Ariane Mnouchkine, Fenice de Venise et en tournée
- 1969 : L'Arbre sorcier, Jérôme et la tortue création collective, mise en scène de Catherine Dasté, en tournée
- 1970 : 1789 création collective, mise en scène d’Ariane Mnouchkine, Milan, Théâtre du Soleil et tournée
- 1972 : 1793 création collective, mise en scène d’Ariane Mnouchkine, Théâtre du Soleil
- 1974 : L'Âge d'or création collective, mise en scène d’Ariane Mnouchkine, Théâtre du Soleil et en tournée
- 1979 : Mephisto ou le roman d'une carrière d’Ariane Mnouchkine, mise en scène d’Ariane Mnouchkine, Théâtre du Soleil, Berlin, Munich, Lyon, Festival d’Avignon, Louvain la Neuve
- 1981 : Berditchev, lecture dirigée par Bernard Sobel, Théâtre du Chaudron
- 1981 : Richard II de Shakespeare, mise en scène d’Ariane Mnouchkine, Théâtre du Soleil et Festival d’Avignon, Munich
- 1983 : La Prise de l'école de Madhubaï d'Hélène Cixous, mise en scène Michelle Marquais, Petit Odéon
- 1984 : Liliom de Ferenc Molnar, mise en scène de Bruno Boëglin, Théâtre de Feyzin, TNS, Théâtre national de Chaillot
- 1991 : Roméo et Juliette de Shakespeare, mise en scène de Jean-Louis Thamin, Théâtre de la Lune de Bordeaux
- 1992 : Lysistrata d’Aristophane, mise en scène d’Agnès Delume, Théâtre Jean Vilar de Vitry
- 1996 : Les Sursitaires d’Elias Canetti, mise en scène de Heinz Schwartzinger, Centre Georges-Pompidou
- 1999 : Le Cid de Corneille, mise en scène de Declan Donnellan, Londres- Paris / Théâtre des Bouffes du Nord
- 2008 : Médée Kali de Laurent Gaudé, mise en scène de Jean-François Dusigne, Théâtre du Soleil
- 2011 : Omi (La Mère) de O T’ae-Sok, mise en scène de Miran Shin, Théâtre du Soleil, (Lecture), Institut culturel roumain